# Julien Agullo
Pas d'image ? Cliquez ici

a Compétitions nationales et continentales officielles uniquement.

b Matchs officiels uniquement.
Julien Agullo, né le 12 septembre 1995, est un joueur de rugby à XIII français évoluant au poste de 3 ème ligne ou de talonneur. Formé à Carcassonne avec lequel il fait ses débuts en senior, il y remporte deux Coupes de France en 2017 et 2019 et prend part à trois finales perdues de Championnat de France en 2015, 2016 et 2019.

## Palmarès

### Collectif
- Vainqueur de la Coupe de France : 2017 et 2019[1] (Carcassonne).
- Finaliste du Championnat de France : 2015, 2016, 2019 et 2021.(Carcassonne).
- Finaliste de la Coupe de France :  2014[1] (Carcassonne).

### En club
| Saison    | Club        | Compétition           | Matchs | Points | Essais | Goals | Drops |
| --------- | ----------- | --------------------- | ------ | ------ | ------ | ----- | ----- |
| 2012-2013 | Carcassonne | Championnat de France | ?      | -      | -      | -     | -     |
| 2013-2014 | Carcassonne | Championnat de France | ?      | -      | -      | -     | -     |
| 2014-2015 | Carcassonne | Championnat de France | ?      | -      | -      | -     | -     |
| 2015-2016 | Carcassonne | Championnat de France | 12     | 8      | 2      | -     | -     |
| 2016-2017 | Carcassonne | Championnat de France | 12     | 8      | 2      | -     | -     |
| 2017-2018 | Carcassonne | Championnat de France | 17     | 12     | 3      | -     | -     |
| 2018-2019 | Carcassonne | Championnat de France | 19     | 4      | 1      | -     | -     |
| 2019-2020 | Carcassonne | Championnat de France | 10     | -      | -      | -     | -     |
| 2020-2021 | Carcassonne | Championnat de France | 7      | -      | -      | -     | -     |